# 馬見塚古墳群
馬見塚古墳群（うまみづかこふんぐん）は、静岡県沼津市足高字尾上に所在する古墳群である。

## 概要
西大曲遺跡（1号墳-3号墳）、西大曲Ⅱ遺跡、馬見塚古墳、馬放場古墳を含む古墳群である。発掘調査報告書が作成されたのは、西大曲遺跡のみである。

## 古墳群詳細
古墳群の規模は、南北約2キロメートルという見方がある。

### 西大曲遺跡
1号墳から3号墳が存在する。1号墳は、周辺地域に存在したとされる石棺が発見されており、6世紀後半から8世紀初頭と考えられる。2号墳は周溝から土師器坏が発掘されており、7世紀後半以前に作られたと思われるが確定していない。現在はテニスコートになっている。
- 規模

全体は南北約400メートル、東西約50メートル、規模は、A地区、B地区、保存地区の3地区である。
- 形状

1号墳、2号墳は排水溝があり、2号墳、3号墳は規定系約9メートルから10メートルの円墳であり、周溝は幅1メートル前後である。
- 遺構

1号墳 組合せ式箱型石棺
- 遺物

2号墳 土師器坏

### 西大曲Ⅱ遺跡
未調査。

### 馬見塚古墳
未調査。

### 馬放場古墳
未調査。

## 周辺の遺跡
- 山ノ神古墳
- 四ツ塚古墳